# قطعنامه ۱۷۳۴ شورای امنیت
قطعنامه  ۱۷۳۴ شورای امنیت سازمان ملل متحد که در تاریخ ۲۲ دسامبر ۲۰۰۶ تصویب شد، سندی بین‌المللی دربارهٔ بررسی وضعیت در سیرالئون است. این قطعنامه طی نشست ۵۶۰۸ام با ۱۵ رای موافق، ۰ مخالف و ۰ ممتنع تصویب شد.